# Dictator (album de Daron Malakian and Scars on Broadway)
Pour les articles homonymes, voir The Dictator.
Albums de Daron Malakian and Scars on Broadway
Scars on Broadway
(29 juillet 2008)
Singles
1. Lives
Sortie : 23 avril 2018
2. Dictator
Sortie : 1er juin 2018[8],[9]
3. Guns are loaded
Sortie : 13 juillet 2018[10],[11],[12]

Dictator est un album du groupe Daron Malakian and Scars on Broadway sorti le 20 juillet 2018. C'est le deuxième opus du groupe de hard rock après la parution de l'album Scars on Broadway en 2008.

## Réalisation de l'album
Début 2012, un clip audio d'une durée de 43 secondes d'un nouveau morceau du groupe, intitulé Guns Are Loaded, est mis en ligne,. Cette nouvelle chanson devrait faire partie d'un second album des Scars on Broadway,. Durant l'été, 2012, Daron Malakian écrit, compose et enregistre seul l'ensemble des parties — guitare, voix, basse, batterie et clavier — des chansons de l'album en l'espace de 10 jours,,,,,.
La sortie de deuxième album des Scars on Broadway est annoncé début de l'année 2013. Toutefois, la publication de ce second opus est annulée en raison de possibles projets de réalisation musicale de System of a Down,,,.

## Morceaux
La liste suivante présente les titres de l'album et leur durée,,,, :
| No  | Titre                                                              | Paroles        | Musique  | Durée |
| --- | ------------------------------------------------------------------ | -------------- | -------- | ----- |
| 1.  | Lives                                                              | Daron Malakian | Malakian | 4:04  |
| 2.  | Angry Guru                                                         | Malakian       | Malakian | 3:36  |
| 3.  | Sans titre (Dictator)                                              | Malakian       | Malakian | 3:00  |
| 4.  | Fuck and Kill                                                      | Malakian       | Malakian | 3:35  |
| 5.  | Guns Are Loaded                                                    | Malakian       | Malakian | 4:17  |
| 6.  | Never Forget                                                       | Malakian       | Malakian | 3:19  |
| 7.  | Talking Shit                                                       | Malakian       | Malakian | 4:50  |
| 8.  | Till the End                                                       | Malakian       | Malakian | 4:55  |
| 9.  | We Won't Obey                                                      | Malakian       | Malakian | 3:39  |
| 10. | Sickening Wars                                                     | Malakian       | Malakian | 2:18  |
| 11. | Gie Mou "My Son" (instrumental, reprise de Stamatis Kokotas (el),) | Malakian       | Malakian | 2:56  |
| 12. | Assimilate (reprise de Skinny Puppy,)                              | Malakian       | Malakian | 3:39  |

## Classements
| Pays     | Intitulé du classement               | Durée du classement | Meilleur classement |
| -------- | ------------------------------------ | ------------------- | ------------------- |
| Autriche | Austrian Charts                      | 7 semaines          | 48e                 |
| Belgique | Ultratop 200 Albums (Ultratop)       | 1 semaine           | 103e                |
| Suisse   | Top Albums 100 (Schweizer Hitparade) | 1 semaine           | 54e                 |

Dictator a été classé à la 4e place des 20 meilleurs albums de metal sortis en 2018 par la rédaction de la revue Rolling Stone

## Pour approfondir